# 劉鑠
南平穆王劉鑠（431年—453年9月17日），字休玄，小名烏羊，宋文帝劉义隆第四子，母為吴淑仪。

## 生平
元嘉十六年八月庚子（439年9月2日），封南平王，食邑二千户。元嘉十七年十二月戊辰（441年1月22日），任都督湘州诸军事、冠军将军、湘州刺史，但不至鎮，領石頭戍事。元嘉二十二年正月壬辰（445年1月25日），改任使持节、都督南豫豫司雍秦并六州诸军事、南豫州刺史。不久，因應將南豫州併入豫州，讓其改任豫州刺史，领安蛮校尉。元嘉二十七年二月辛丑（450年3月9日），进号平西将军，其年宋軍北伐，劉鑠也命中兵參軍胡盛之等出兵，並一度兵臨虎牢，滎陽人民都相繼起義；劉鑠再命安蠻司馬劉康祖領兵支援。不過，當時魏將拓跋仁自洛陽南攻劉鑠所駐的壽陽，接連攻下懸瓠及項城，直逼壽陽，劉康祖軍於壽陽數十里外的尉武與拓跋仁軍作戰但戰敗，於是進襲壽陽，焚掠馬頭及鍾離二縣，劉鑠亦只得嬰城固守，不久拓跋仁才離開與太武帝會合。元嘉三十年正月癸巳（453年2月13日），入朝任散騎常侍、抚军将军、领军将军，領兵戍石頭。
元嘉三十年二月，劉劭弑父篡位，授中军将军。不久，刘骏起兵，刘劭在建康屯兵，命劉鑠撫勞軍隊，又命劉鑠為使持節、都督南兗徐兗青冀幽六州諸軍事、征北將軍、開府儀同三司、南兗州刺史。不久柳元景攻至新亭，劉劭率軍抵抗，帶著劉鑠出戰，卻為元景所敗，劉鑠隨劉劭還宮。其時江夏王劉義恭隻身投奔劉駿，劉劭改讓劉鑠駐守東府，命心腹提防他，不久再進授鑠侍中、驃騎將軍、錄尚書事。不久，劉駿軍攻入宮中，劉濬帶著劉鑠及數十隨從出逃，但遇上劉義恭，遂雙雙投降，劉濬被殺但劉鑠卻被迎入劉駿營中。五月戊戌（453年6月18日），劉鑠更獲已為帝的劉駿授司空。可是，由於劉鑠一直不是劉駿的人，更曾為劉劭任用，直至最後才歸降，於是被劉駿猜忌。七月己巳（9月17日），劉鑠被刘骏毒杀，得年二十三岁，谥曰穆，追赠侍中、司徒。长子刘敬猷承袭王位。

## 家庭

### 母
吴淑仪，宋文帝的妃嫔，封为淑仪，452年薨。

### 夫人
- 济阳江氏，湘州刺史江夷之女

### 子
- 南平怀王劉敬猷，官至黃門郎，為前廢帝所殺
- 南安悼侯劉敬渊，官至後軍將軍，為前廢帝所殺
- 庐陵恭王劉敬先，本名敬秀，被前廢帝所殺

### 嗣子
- 劉子產，宋孝武帝子
- 劉宣曜，劉休祐子
- 劉伯玉，劉義季孫